# 南锡国立高等建筑学校
南锡国立高等建筑学校（法語：École nationale supérieure d'architecture de Nancy）是法国南锡的一所建筑学校，建于1969年。从1996年起，学校隶属于法国文化部，是法国20所公立建筑学校之一。

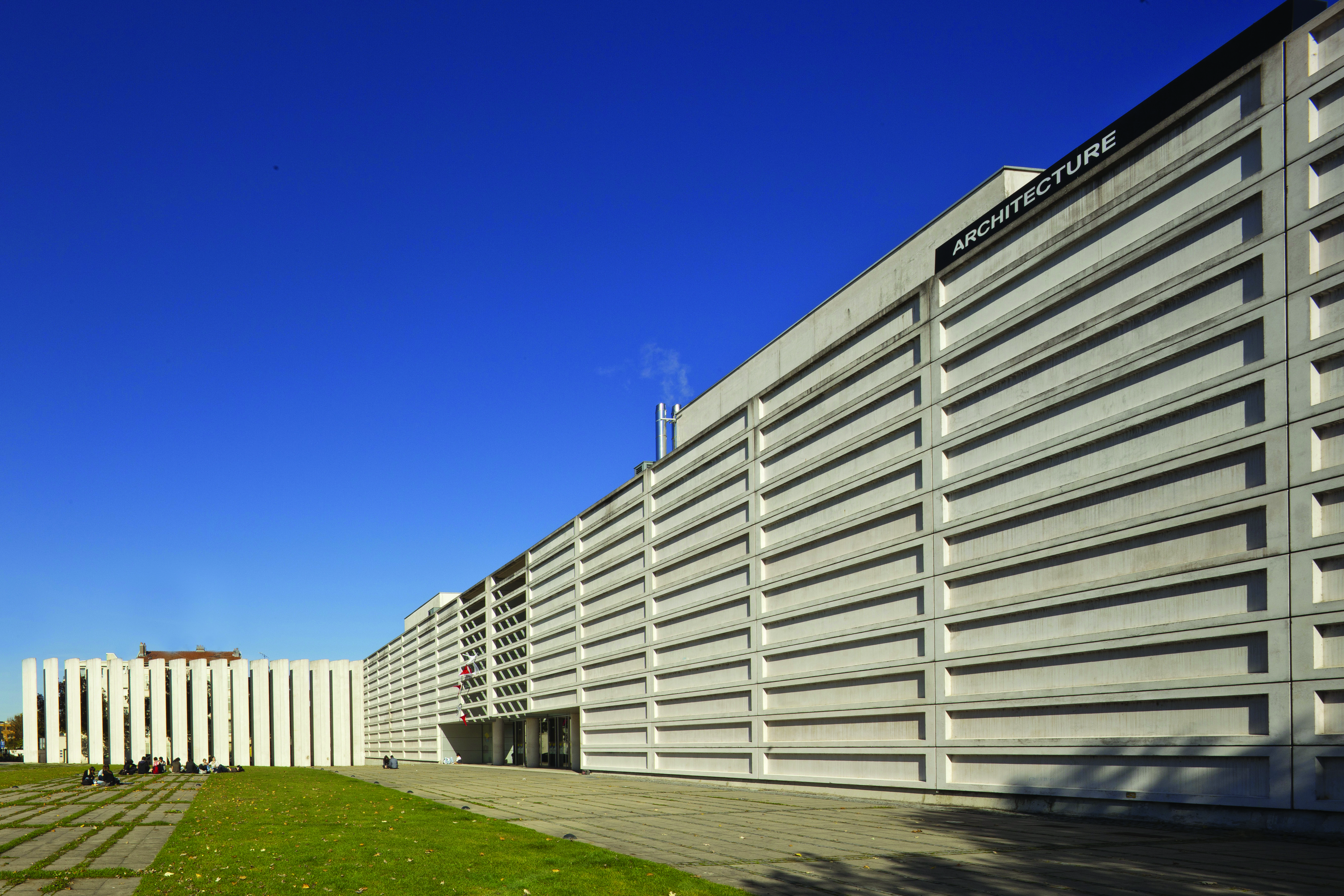
学校校舍

## 历史
学校於1969年从南锡美院中以南锡建筑教学单位的名义分离出来。学校与洛林国立理工学院有合作协议，也是南锡-梅斯欧洲大学中心、洛林大学以及大学校会议的成员。

### 学校建筑
校舍由瑞士建筑师 Livio Vacchini 与 Christian François设计。学校是斯坦尼斯拉斯-莫尔特河集中活动区ZAC Stanislas-Meurthe第一个建设项目。为了成为一个在卫生与工作安全上最高标准的建设工程，校舍有现场生产的预制混凝土部件组成。工程于1994年7月5日奠基，并在1996年落成开放。对称的建筑中央中庭的媒体馆垂直连接了所有空间。艺术家 Felice Varini 选择了这个空间创作了一个作品，可以在二楼看到不同楼板上蓝色的油漆共同组成了一个变形的四边形。楼体结构为室内可见的正方形的柱子网络，室内空间的尺度与比例均以模度为标准。

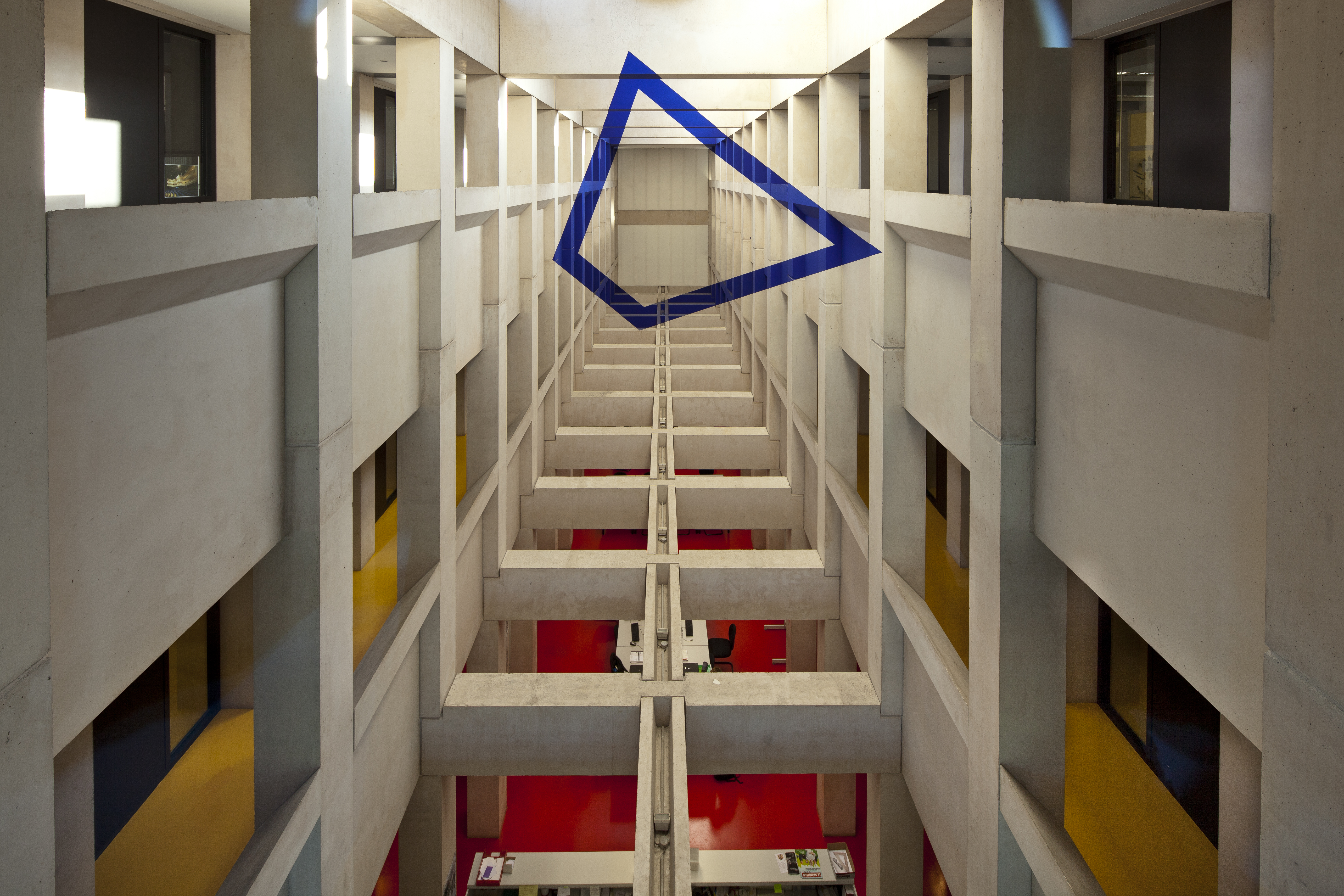
Felice Varini的作品

建筑的白色混凝土使莫泽尔沙的粉色调显现出来。楼体没有特别多的开窗，在Bastien Lepage街的行政入口处，一楼立面设有水平的玻璃幕。建筑两侧的立面有大的垂直开口，以及混凝土窗间墙，以及不同间距的立柱。这些立柱划出了学校前广场的空间。广场侧以及运河侧的浑然一体立面由空心混凝土块和中央入口上方的开窗组成。这些混凝土块的形状勾画出了建筑水平的线条。 广场上的草坪的形状与立面相辉映，广场上的次入口供学生使用。
每层的地面都是没有连接处的整体，并且每层都漆以不同的基础色：一层红色，二层黄色，三层蓝色。 不同的颜色把阳光反射到素淡的混凝土上。
- 地下室是阶梯教室的入口和停车场；
- 一层设有接待处和展览空间、阶梯教室入口、咖啡店、打印室以及媒体馆；
- 二层为教室和信息教室；
- 三层设有实验室、办公室、设有南锡著名建筑师Jean-Prouvé设计的家具并由此命名的Jean-Prouvé教室。

学校内部
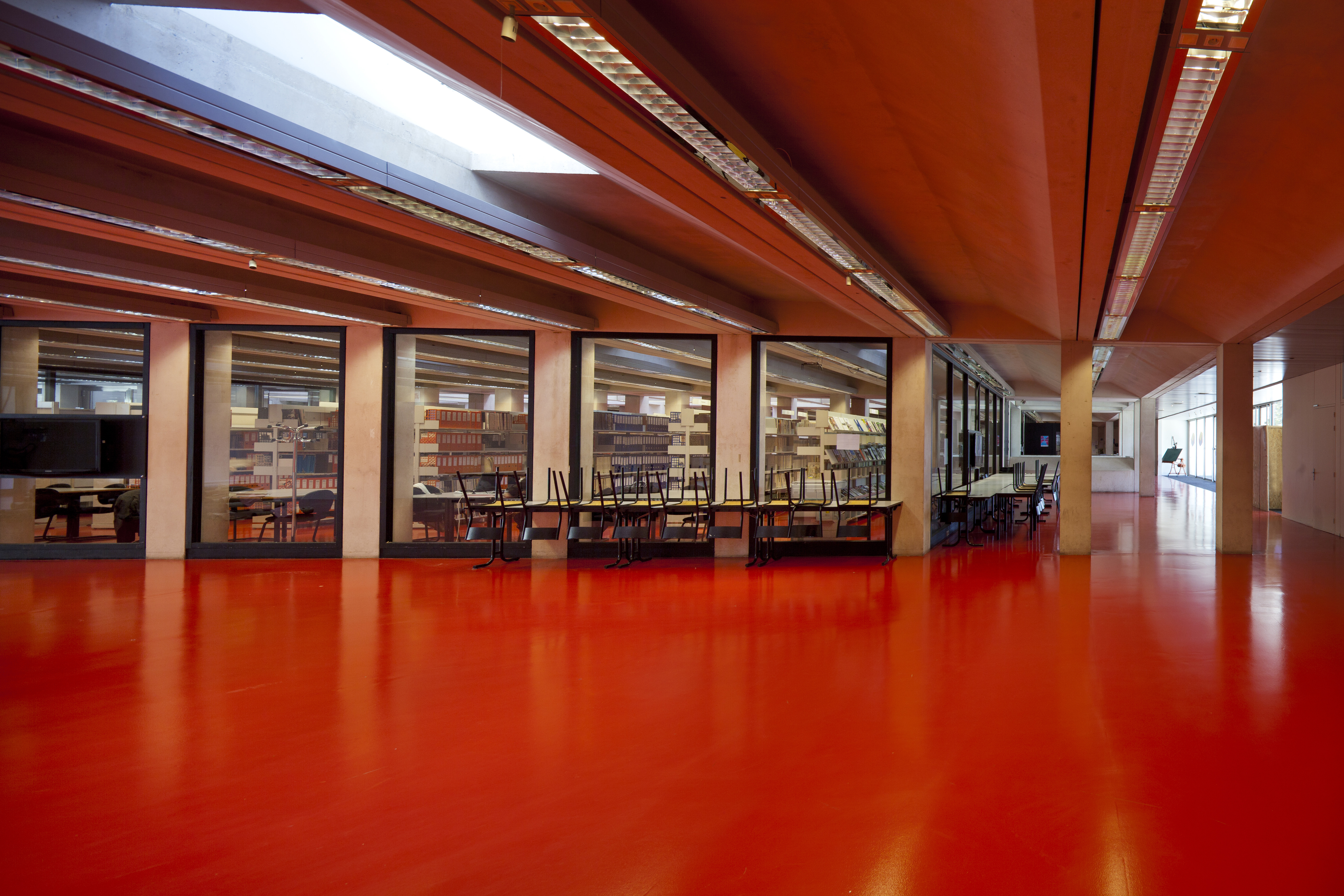
一层
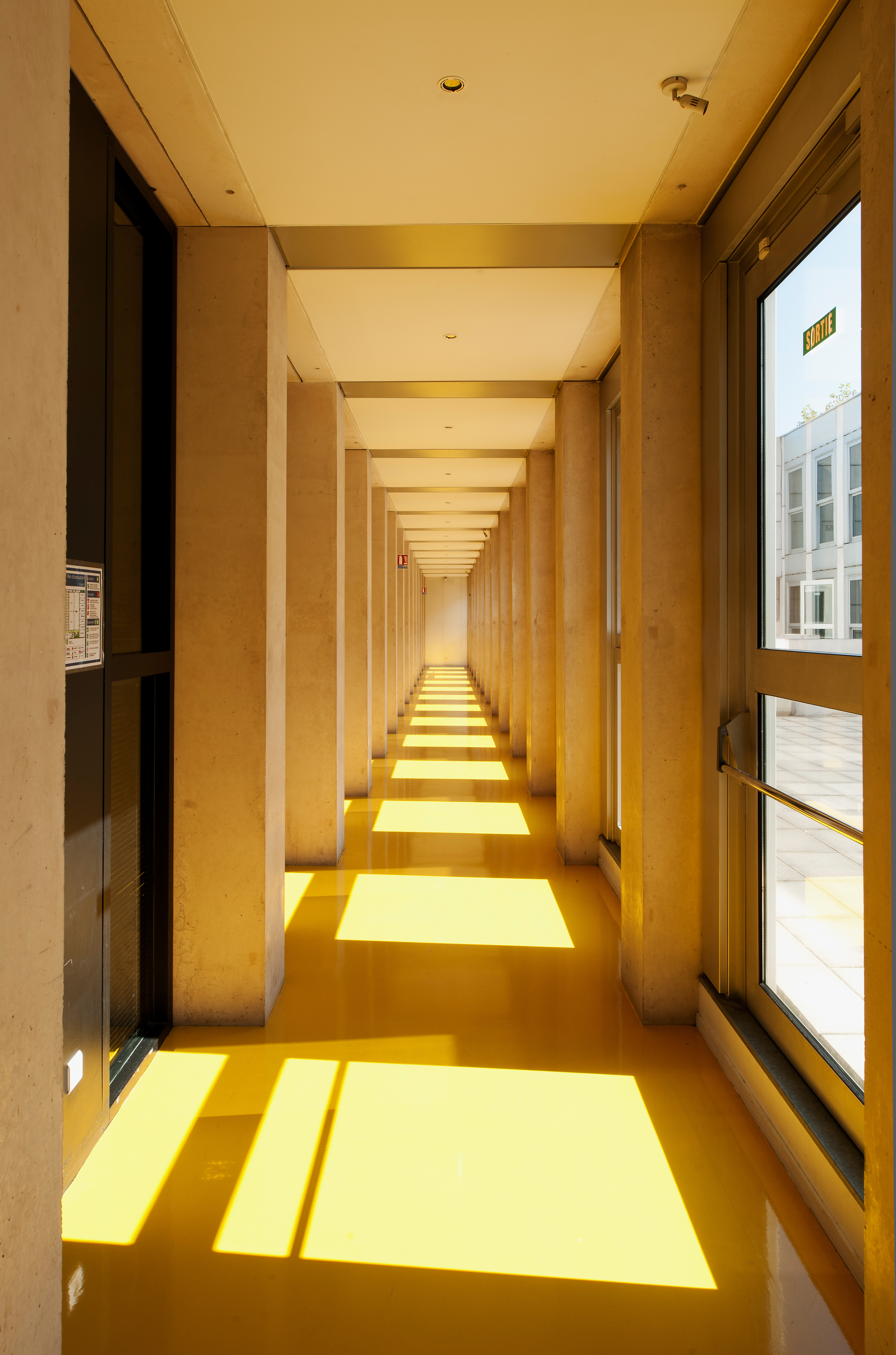
二层
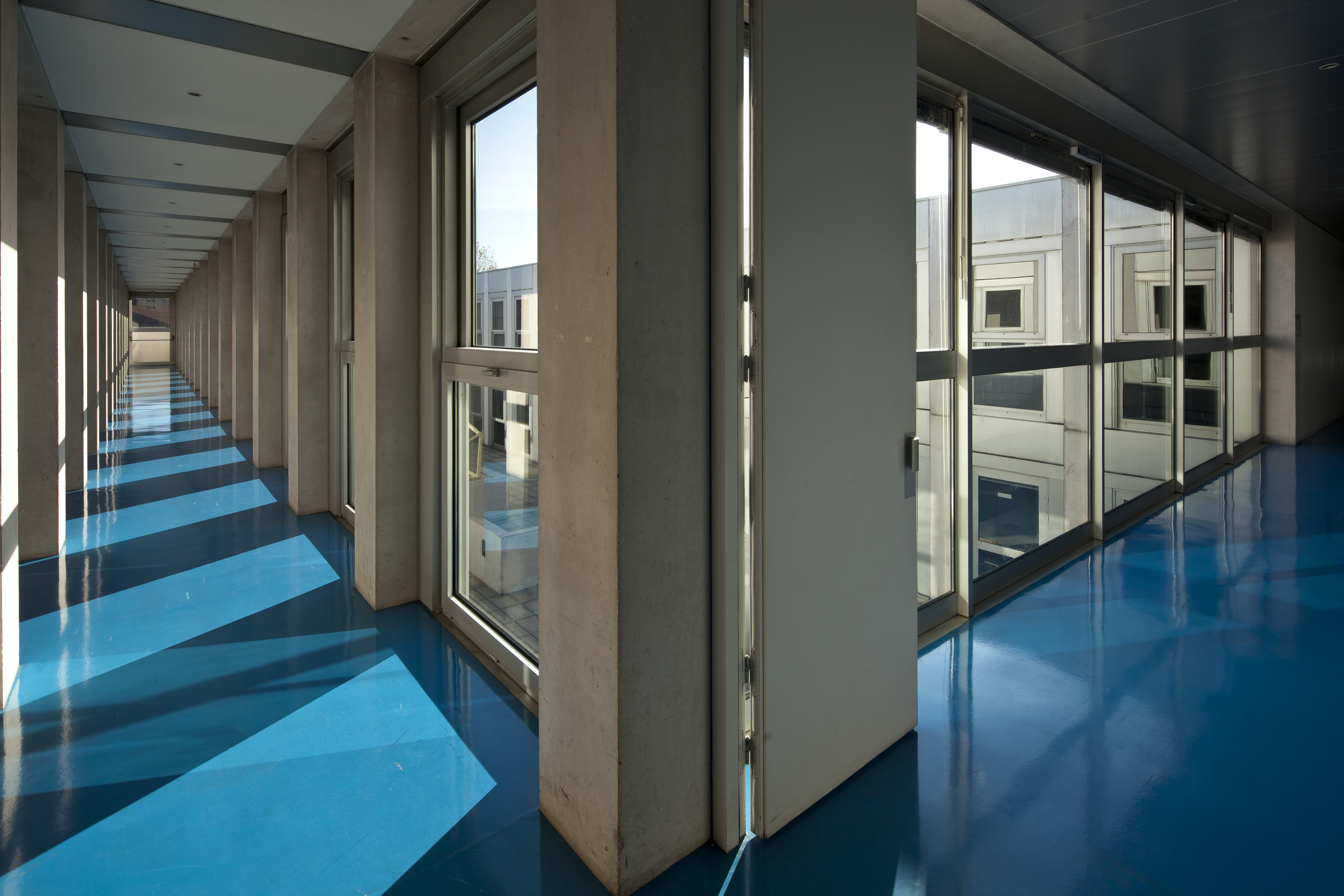
三层

2017年5月22日，学校一堵墙倒塌了，但没有造成人员伤亡 · 。

### 历任校长
- 1994年：Denis Grandjean
- 2009年：Lorenzo Diez[5] · [6]
- 2020年：Gaëlle Perraudin[7]

## 外部連結
- 官方网站